# Niobide degli Horti Sallustiani
La Niobide degli Horti Sallustiani è una scultura romana in marmo (h. 149 cm) datata al V secolo a.C., oggi conservata al Museo nazionale romano di palazzo Massimo di Roma.

## Storia e descrizione
La statua fu rinvenuta negli Horti Sallustiani durante gli scavi del 1906, in un cubicolo a ben 11 metri sotto il livello del suolo, forse nascosta per proteggerla dalla furia distruttrice dei barbari durante le invasioni del V secolo d.C..
Raffigura una delle figlie di Niobe nell'atto di cadere a terra, dopo essere stata ferita da una freccia conficcata tra le scapole, e che la stessa cerca invano di estrarre. Il mito racconta che Apollo o Artemide avevano scoccato la freccia per vendicare la propria madre, Leto. Costei era irata per l'offesa ricevuta da Niobe che, superba, l'aveva derisa perché aveva soltanto due figli, vantandosi della propria prolificità. Per ordine di Leto tutti i Niobidi vennero uccisi da Apollo e Artemide.
L'opera è originale e ascrivibile al V secolo a.C., in quanto è ritenuta appartenente o comunque analoga alle figure del frontone del tempio di Apollo a Eretria, trasferite a Roma per volere di Augusto da cui, quasi sicuramente, provengono anche il Niobide morente e la Niobide che corre della Ny Carlsberg Glyptotek di Copenaghen.
Non è invece assimilabile alla Niobe degli Uffizi, copia di originale ellenistico ritrovata a Roma nel 1582 nel giardino di Villa Medici e da lì portata agli Uffizi.
La Niobide degli Horti Sallustiani sarebbe dunque una delle numerosissime opere portate a Roma dalla Grecia come bottino di guerra, che tanta parte ebbero nell'evoluzione del gusto e dello stile della produzione artistica romana.

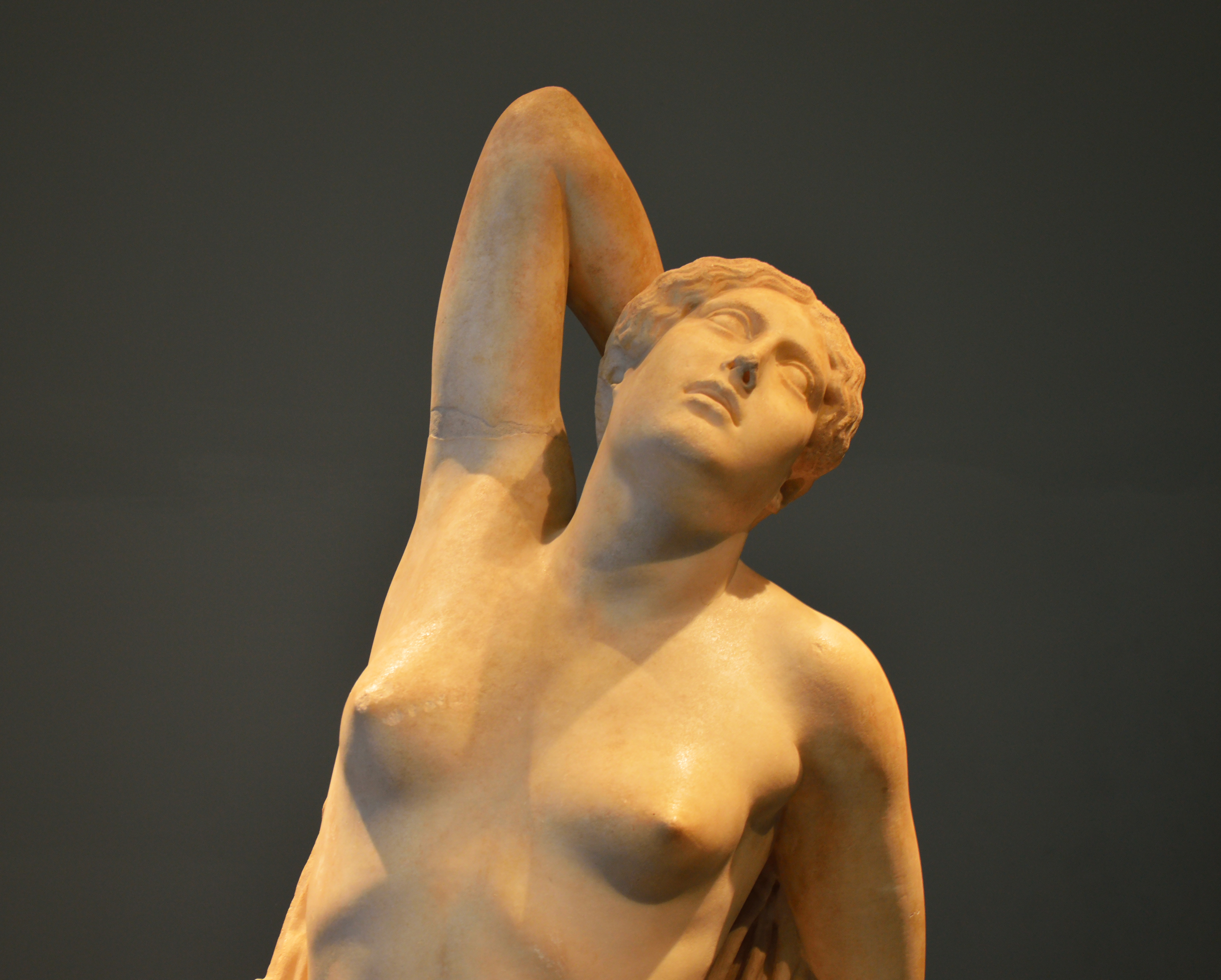
Dettaglio del viso e del busto della Niobide

### Ritrovamento
La statua fu rinvenuta in via Sallustio a Roma, durante gli scavi su un suolo edificatorio acquistato dalla Banca Commerciale Italiana: quando la Banca se ne appropriò, «l'operaio Francesco Di Carlo, che aveva ritrovato la scultura, denunciò che si stava organizzando il suo trasferimento in Germania. Il magistrato Del Giudice, incaricato del caso, emise un provvedimento di sequestro e nominò il sindaco di Roma, Ernesto Nathan, come sequestratario giudiziale». 
Quando i sospetti dell'operaio si rivelarono fondati, visto che la "spedizione" della Niobide venne bloccata alla stazione di Milano, divampò la polemica della campagna della "stampa amica" della Banca: si insinuò che il sequestro era stato ordinato da un giudice meridionale e regionalista per offendere il decoro della "Capitale lombarda" e seminare discordia con Roma. Si polemizzò sul coinvolgimento di Nathan «che, allorché si recò a Milano per prendere in consegna la
statua, fu ricevuto da una folla ostile che lo fischiò e gli lanciò contro delle
palle di neve. Filippo Turati attaccò aspramente Del Giudice durante un Consiglio
municipale di Milano, ma il sindaco gli rispose che il provvedimento del magistrato
era ineccepibile.
Per fortuna Filomusi Guelfi, autorevole filosofo dell’ateneo romano, senza conoscere Del Giudice, in una lettera indirizzata al «Giornale d’Italia», ne difese
l'operato. Anche il Consiglio comunale di Roma approvò il modo in cui era stata
condotta l'operazione. A Mauro Del Giudice restò la soddisfazione di avere impedito, ordinando il sequestro della Niobide, il trasferimento clandestino dall’Italia alla
Germania di una pregevole opera d’arte».